# Inversor de red

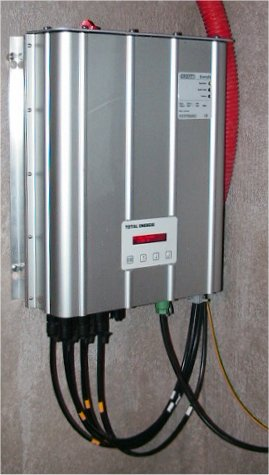
Inversor para panel solar conectado a la red

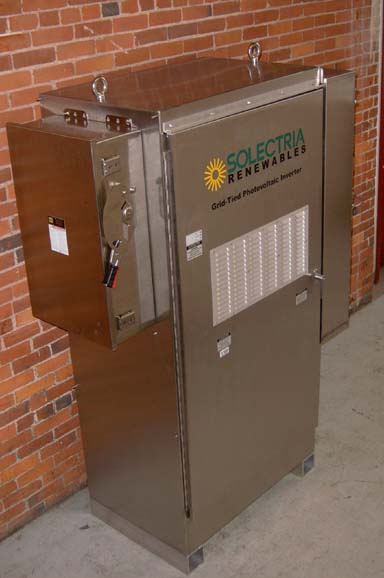
Inversor trifásico de conexión a red para grandes sistemas de paneles solares

Un inversor de red convierte la corriente continua (CC) en una corriente alterna (CA) adecuada para inyectarse en una red eléctrica, normalmente 120 V RMS a 60 Hz o 240 V RMS a 50 Hz. Los inversores de conexión a la red se utilizan entre generadores locales de energía eléctrica: panel solar, turbina eólica, hidroeléctrica y la red.
Para inyectar energía eléctrica de forma eficiente y segura en la red, los inversores conectados a la red deben adaptarse con precisión a la tensión y la fase de la forma de onda sinusoidal de CA de la red.
Algunas compañías eléctricas pagan por la energía eléctrica que se inyecta en la red.

## Pago por potencia inyectada
Las empresas de electricidad, en algunos países, pagan por la energía eléctrica que se inyecta en la red eléctrica. El pago se realiza de varias formas.
Con el balance neto, la compañía eléctrica paga la potencia neta inyectada a la red, registrada por un medidor en las instalaciones del cliente. Por ejemplo, un cliente puede consumir 400 kW·h durante un mes y puede devolver 500 kW·h a la red en el mismo mes. En este caso, la compañía de electricidad pagaría el saldo de 100 kW·h de energía que se devuelve a la red. En los EE. UU., Las políticas de balance neto varían según la jurisdicción.
La medición neta, basada en un contrato con una empresa de distribución u otra autoridad energética, es donde se paga al cliente por la energía eléctrica inyectada a la red.
En los Estados Unidos, los sistemas de energía interactivos con la red se especifican en el Código Eléctrico Nacional, que también exige requisitos para los inversores interactivos con la red.

## Operación
Los inversores de conexión a red convierten la energía eléctrica de CC en energía de CA adecuada para inyectarla en la red de la compañía eléctrica. El inversor de conexión a red (GTI) debe ajustarse a la fase de la red y mantener la tensión de salida ligeramente superior a la de la red en cualquier instante. Un inversor de conexión a red moderno y de alta calidad tiene un factor de potencia unitario fijo, lo que significa que su tensión y corriente de salida están perfectamente alineadas, y su ángulo de fase está dentro de 1° de la red eléctrica de CA. El inversor tiene un ordenador de a bordo que detecta la forma de onda de la red de CA actual y emite una tensión que se corresponde con la red. Sin embargo, puede ser necesario suministrar potencia reactiva a la red para mantener la tensión en la red local dentro de los límites permitidos. De lo contrario, en un segmento de la red con una potencia considerable procedente de fuentes renovables, los niveles de tensión podrían aumentar demasiado en los momentos de mayor producción, por ejemplo, alrededor del mediodía con los paneles solares.
Los inversores conectados a la red también están diseñados para desconectarse rápidamente de la red si la red pública se cae. Este es un requisito del NEC que garantiza que, en caso de un apagón, el inversor de conexión a la red se apague para evitar que la energía que transfiere dañe a los trabajadores de la línea enviados a reparar la red eléctrica.
Si está configurado correctamente, un inversor de conexión a la red permite al propietario de una casa utilizar un sistema de generación de energía alternativo, como la energía solar o eólica, sin necesidad de recablear y sin baterías. Si la energía alternativa que se produce es insuficiente, el déficit proviene de la red eléctrica.

## Tipos

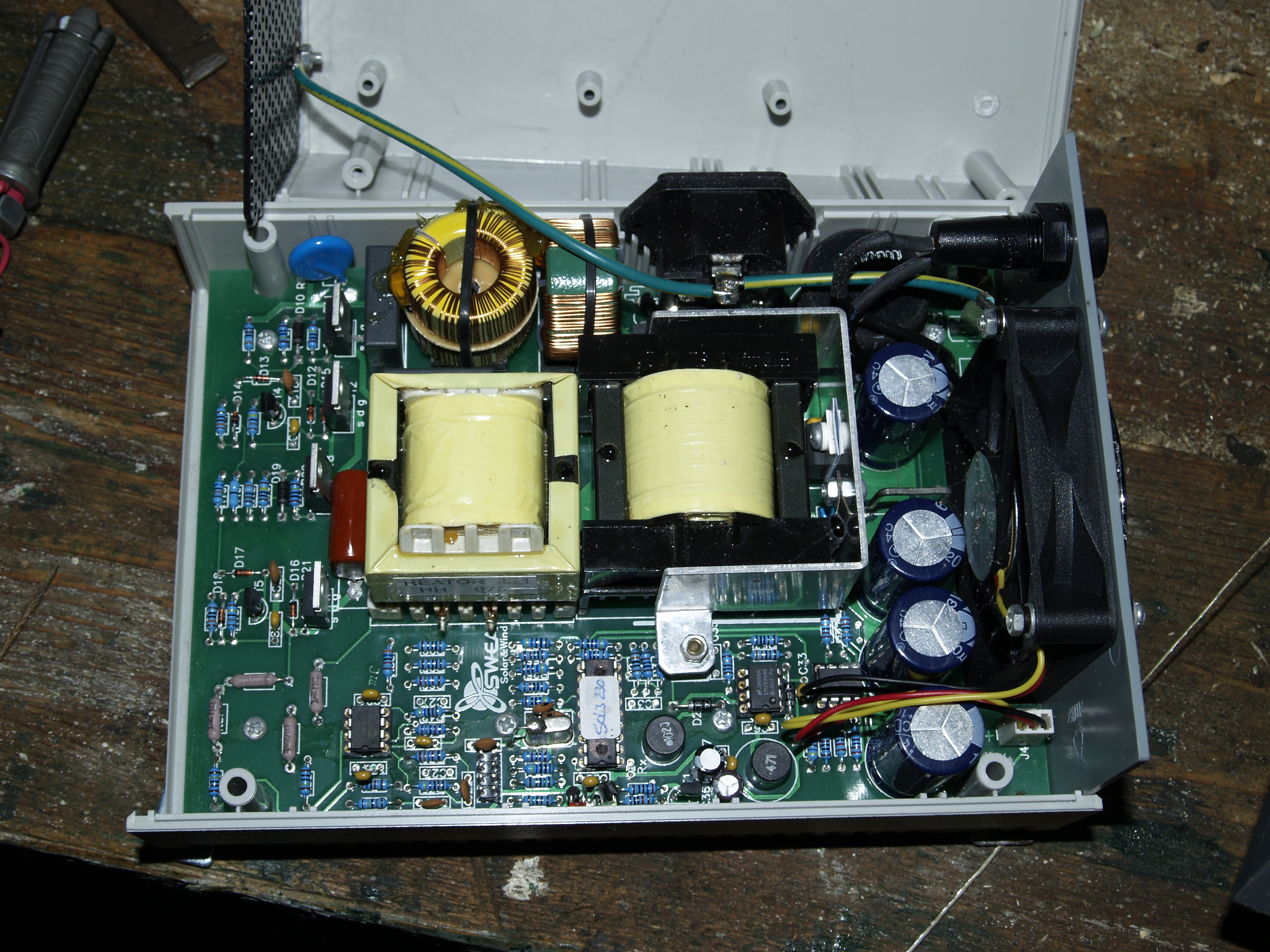
Interior de un inversor de conexión a red SWEA de 250 W acoplado a un transformador

Los inversores conectados a la red incluyen los tipos convencionales de baja frecuencia con acoplamiento de transformador, los tipos más nuevos de alta frecuencia, también con acoplamiento de transformador y los tipos sin transformador. En lugar de convertir la corriente continua directamente en CA adecuada para la red, los tipos de transformadores de alta frecuencia utilizan un proceso informático para convertir la potencia a alta frecuencia y luego de nuevo a CC y luego a la tensión de salida de CA final adecuada para la red.
Los inversores sin transformador, que son populares en Europa, son más ligeros, más pequeños y más eficientes que los inversores con transformador. Pero los inversores sin transformador han tardado en ingresar al mercado estadounidense debido a la preocupación de que los inversores sin transformador, que no tienen aislamiento galvánico entre el lado de CC y la red, podrían inyectar tensiones y corrientes de CC peligrosas en la red en condiciones de falla.
Sin embargo, desde 2005, el NEC de la NFPA permite inversores sin transformador o sin aislamiento galvánico al eliminar el requisito de que todos los sistemas eléctricos solares tengan conexión a tierra negativa y especificar nuevos requisitos de seguridad. Las enmiendas a VDE 0126-1-1 e IEC 6210 definen el diseño y los procedimientos necesarios para tales sistemas: principalmente, medición de corriente de tierra y pruebas de aislamiento de CC a red.

## Hojas de datos
Las fichas técnicas de los fabricantes de sus inversores suelen incluir los siguientes datos:
- Potencia nominal de salida: Este valor se proporciona en vatios o kilovatios. Algunos inversores pueden proporcionar un valor nominal de salida para diferentes tensiones de salida. Por ejemplo, si el inversor puede configurarse para una salida de 240 V CA o 208 V CA, la potencia nominal de salida puede ser diferente para cada una de esas configuraciones.
- Tensión(es) de salida: Este valor indica las tensiones de red a las que puede conectarse el inversor. En los inversores más pequeños para uso residencial, la tensión de salida suele ser de 240 V CA. Los inversores destinados a aplicaciones comerciales están disponibles para 208, 240, 277, 400, 480 o 600 V CA y también pueden producir energía trifásica.
- Eficiencia máxima: La eficiencia máxima representa la mayor eficiencia que puede alcanzar el inversor. La mayoría de los inversores conectados a la red comercializados en julio de 2009 tienen una eficiencia máxima superior al 94 %, y algunos llegan al 96 %. La energía que se pierde durante la inversión se convierte en su mayor parte en calor. Por lo tanto, para que un inversor produzca su potencia nominal, debe tener una potencia de entrada superior a la de salida. Por ejemplo, un inversor de 5000 W que funcione a plena potencia con un rendimiento del 95 % requiere una entrada de 5263 W (potencia nominal dividida por el rendimiento). Los inversores que son capaces de producir energía a diferentes tensiones de CA pueden tener diferentes eficiencias asociadas a cada tensión.
- Eficiencia ponderada por la CEC: Esta eficiencia es publicada por la Comisión de Energía de California en su página web GoSolar. A diferencia de la eficiencia máxima, este valor es una eficiencia media y representa mejor el perfil de funcionamiento del inversor. Los inversores que son capaces de producir energía a diferentes tensiones de CA pueden tener diferentes eficiencias asociadas a cada tensión.[7]
- Corriente máxima de entrada: esta es la cantidad máxima de corriente continua que puede usar el inversor. Si un sistema, por ejemplo, las células solares, produce una corriente superior a la corriente de entrada máxima, el inversor no utiliza esa corriente.
- Corriente máxima de salida: la corriente de salida máxima es la corriente alterna continua máxima que puede suministrar el inversor. Este valor se usa típicamente para determinar la clasificación de corriente mínima de los dispositivos de protección contra sobrecorriente (por ejemplo, disyuntores y fusibles) y desconectadores requeridos para el circuito de salida. Los inversores que pueden producir energía a diferentes voltajes de CA tienen diferentes salidas máximas para cada voltaje.
- Tensión de seguimiento de la potencia máxima: Representa el rango de tensión de CC en el que funciona el rastreador de potencia de punto máximo del inversor. El diseñador del sistema debe configurar los strings de forma óptima para que, durante la mayor parte del año, la tensión de los strings esté dentro de este rango. Esto puede ser una tarea difícil ya que la tensión fluctúa con los cambios de temperatura
- Voltaje de inicio: este valor no aparece en todas las hojas de datos del inversor. El valor indica el voltaje de CC mínimo requerido para que el inversor se encienda y funcione. Esto es especialmente importante para las aplicaciones solares, porque el diseñador del sistema debe asegurarse de que haya una cantidad suficiente de módulos solares conectados en serie en cada cadena para producir este voltaje. Si el fabricante no proporciona este valor, los diseñadores de sistemas suelen utilizar la banda inferior del rango de voltaje de seguimiento de potencia máxima como voltaje mínimo del inversor.
- Clasificación IPxx: El índice de protección contra la penetración o código IP clasifica y valora el nivel de protección contra la penetración de objetos sólidos extraños (primer dígito) o agua (segundo dígito); un dígito más alto significa mayor protección. En EE. UU., el tipo de caja NEMA se utiliza de forma similar a la clasificación internacional. La mayoría de los inversores están clasificados para su instalación en exteriores con IP45 (sin protección contra el polvo) o IP65 (hermético al polvo), o en EE. UU., NEMA 3R (sin protección contra el polvo arrastrado por el viento) o NEMA 4X (polvo arrastrado por el viento, salpicaduras directas de agua y protección adicional contra la corrosión).
- Certificaciones/Cumplimiento: Certificaciones exigidas por las compañías eléctricas y los códigos eléctricos locales para la aprobación de la conexión a la red, como la norma UL 1741[8] y la norma emergente UL 1741SA[9]